# Eichsfeld
El Eichsfeld (en español, Campo de robles) es una región histórica en el sureste de la Baja Sajonia (que se llama "Untereichsfeld" = Bajo Eichsfeld) y noroeste de Turingia ("Obereichsfeld" = Alto Eichsfeld) en el sur de los montes Harz. Hasta 1803 el Eichsfeld fue durante siglos parte del arzobispado de Maguncia, que es la causa de su actual posición como un enclave católico en el predominantemente protestante norte de Alemania.  

## Geografía

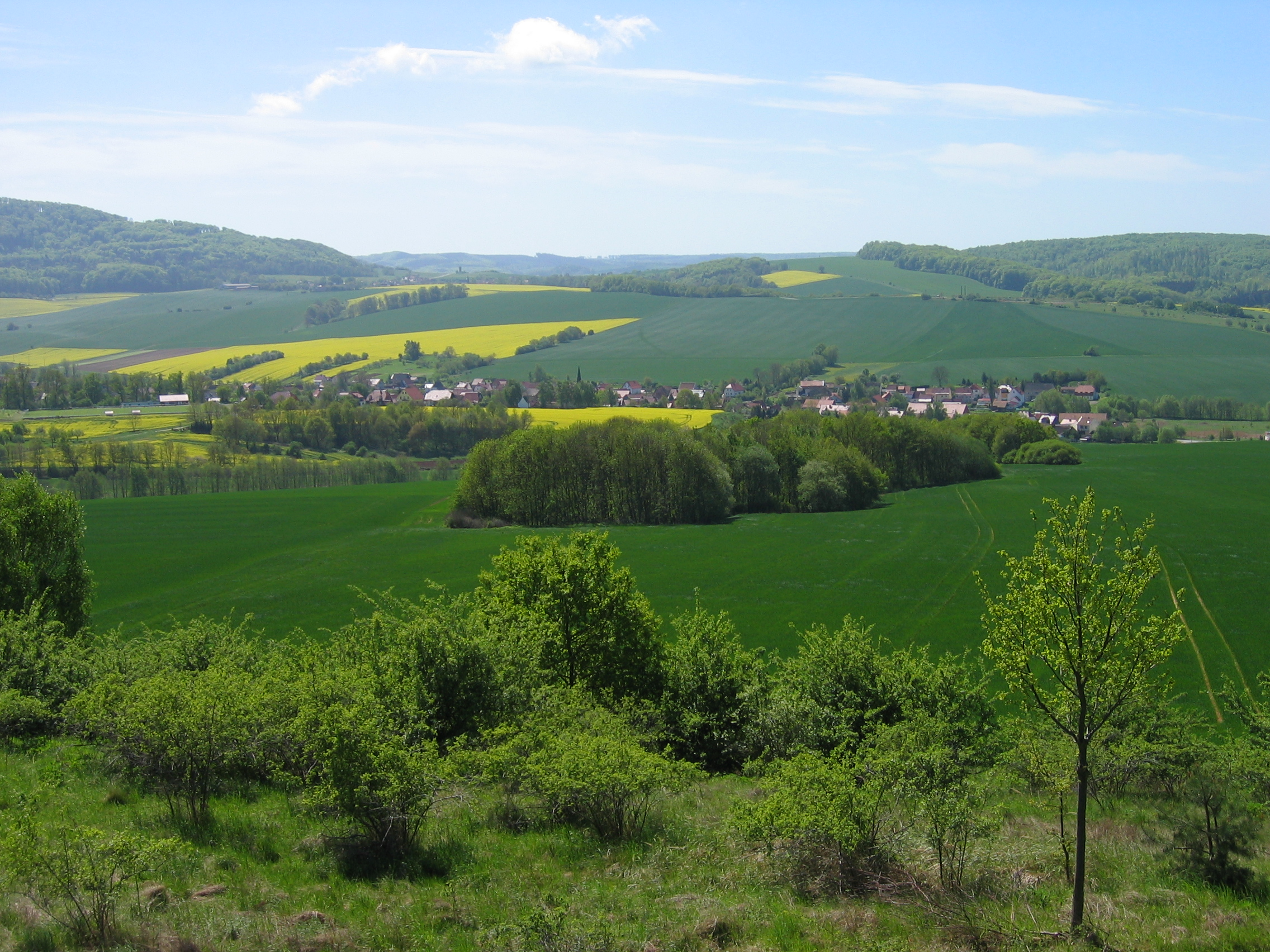
Paisaje típico en el Eichsfeld: pueblos entre campos y colinas boscosas.

Hoy la mayor parte del Obereichsfeld conforma el Landkreis Eichsfeld. Otras partes pertenecen al distrito de Unstrut-Hainich. El Untereichsfeld, más tarde Landkreis Duderstadt, se fusionó en su mayor parte con el Landkreis de Gotinga, mientras que Lindau pasó a ser parte de Katlenburg-Lindau que se integra hoy en el Landkreis de Northeim. 
Las ciudades en el Eichsfeld son Duderstadt, Heiligenstadt, Leinefelde-Worbis y Dingelstädt.

## Historia
El Eichsfeld aparece mencionado por vez primera en 897, y en 1022 el arzobispado de Maguncia lo incluyó entre sus posesiones en la región, que se vieron incrementadas hasta 1573. El Untereichsfeld otoniano se convirtió en parte de Eichsfeld después de ser parte de Brunswick-Lüneburg y Grubenhagen entre 1342 y 1434.
Durante la guerra de los campesinos alemanes dentro del Reichsstadt de Mühlhausen la mayor parte de los monasterios, iglesias y castillos fueron saqueados y la mayor parte del Eichsfeld se hizo protestante.  
En 1575 la Compañía de Jesús consiguió establecer con éxito la Contrarreforma en Eichsfeld. La guerra de los Treinta Años alcanzó Eichsfeld en 1622 y durante los años siguientes varios ejércitos (suecos, daneses, turingios) saquearon la regió. Según la paz de Westfalia, el arzobispado de Maguncia restableció el catolicismo en la región que estuvo en dos tercios devastada y había perdido un 75% de su población.   
En época de Napoleón, el Eichsfeld formó parte del reino de Westfalia, que se disolvió después de la derrota napoleónica en la batalla de Leipzig.
Tras la partición de Alemania en 1945, la porción de Alemania Occidental se convirtió en el Landkreis Duderstadt. Hubo unas pequeñas transferencias de territorio entre las zonas de ocupación norteamericana y soviética de conformidad con el acuerdo de Wanfried. Desde 1949 hasta 1990 el Obereichsfeld perteneció a Alemania del Este. En este estado ateo el pueblo conservó sus raíces católicas, y la vida eclesiástica permaneció relativamente intacta.

## Política
Como consecuencia del tradicionalismo en Eichsfeld, el porcentaje de votantes de la CDU es significativamente más alto que el área que lo rodea.